# Fryderyk Jozafat Żyskar
Jozafat Fryderyk Żyskar (ur. 1868 w Sankt Petersburgu, zm. 1919 w Moskwie) – ksiądz, historyk kościoła, publicysta. Był członkiem Ligi Narodowej.

## Dzieciństwo i studia
Urodził się w Petersburgu w 1868 r. z ojca Francuza, katolika i matki Niemki, protestantki. Nazwisko jego ojca brzmiało Giscard. Z powodu śmierci ojca wychowywany wyłącznie przez matkę. W korpusie kadetów zaczął uczęszczać na lekcje religii katolickiej prowadzone przez O. Brzostowskiego, dominikanina oraz do kościoła św. Katarzyny. Języka polskiego uczył się podczas kazań, głoszonych kolejno po francusku, niemiecku oraz po polsku.
W wieku lat dwudziestu, nie kończąc nauk w korpusie wstąpił do seminarium duchownego w Petersburgu („Mohylowskiego” – przy Katedrze Mohylewskiej), w którym wykłady były w języku polskim. Gdy kończył naukę, ks. prałat Czeczott, wykładowca homiletyki, prowadził ten przedmiot w rozmiarze godzin niedozwolonym przez władze, aby alumnom umożliwić głoszenie kazań po polsku.

## Praca duszpasterska
W 1891 zostaje wikariuszem parafii św. Katarzyny Sieneńskiej. W tym czasie urządził dwa internaty szkolne – dla chłopców i dziewcząt. Akcja oświatowa podjęta przez księdza została przez przełożonych uznana za zbyt niebezpieczną i była powodem przeniesienia go do Dorpatu. Tam także podjął działalność edukacyjno-wychowawczą.
Podczas swojego pobytu w Dorpacie zainicjował zbiórkę na budowę kościoła dla parafii. Pomimo zakazu władz, obejmującego nie tylko kwestę, ale nawet podróże prywatne, odbywał częste podróże po Archidiecezji Mohylowskiej oraz na Wołyń, Podolę i Ukrainę. Udawały mu się także podróże bez paszportu do Galicji i Węgier.
W trakcie tych zabiegów dowiedział się, że mieszkańcy wiosek Uzianki i Budników zostali w czasach powstania styczniowego przymuszeni do zmiany wyznania. Pomimo niebezpieczeństwa, jakie wiązało się ze złamaniem zakazu nawracania „prawosławnych”, ksiądz Żyskar udawał się do nich w chłopskim przebraniu w celu przeprowadzania posługi. Pewnego razu, zbiorowa ceremonia ślubna dwunastu par została odkryta przez policjanta. Chłopi przetrzymali go przez jeden dzień, aby dać księdzu możliwość ucieczki. Prawdopodobnie za to został przez władze carskie skazany na karę odbywaną w Agłonie, gdzie w klasztorze i kościele podominikańskim urządzono więzienie dla księży.
Wbrew zwykłej praktyce, na którą składało się aresztowanie i osadzenie w więzieniu bez podania powodu, tym razem wyrok został początkowo zgłoszony zwierzchności kościelnej. Ks. Żyskar, korzystając z pomocy hrabiego Feliksa Tyszkiewicza z Połągi uciekł do Krakowa a następnie do Włoch. Po drodze, pomimo poważnych problemów zdrowotnych, zorganizował grupę kandydatów do seminarium duchownego, udającą się do Włoch. W miejscowości Peggio Miretto założył stowarzyszenie, mające na celu apostołowanie wśród prześladowanych unitów w zaborze rosyjskim. Wtedy przybrał sobie imię Jozafat, na pamiątkę patrona unii, Jozafata Kuncewicza. Drugą siedzibą stowarzyszenia było Palembaro w Umbrii. Zamożny antykwariusz petersburski Liniewicz przez o. Pawła Smolikowskiego, ówczesnego przełożonego Zmartwychwstańców w Rzymie, przekazał 1000 rubli.
W celach kwesty dla stowarzyszenia kilkakrotnie udawał się jeszcze na ziemie zabrane. Podczas jednej z tych podróży został aresztowany w Dyneburgu, a co gorsza, znaleziono przy nim paczkę publikacji towarzystwa oświaty ludowej, którą z Warszawy przemycał. Osadzono go naprzód w Agłonie, ale po kilku dniach przewieziono go do Warszawy, gdzie w cytadeli cały rok przepędził. Wypuszczono go z dekretem skazującym deportacji na pięć lat w głąb Rosji.
Na wygnaniu w Wołogdzie wokół miejscowej parafii oraz biblioteki zorganizował grono Polaków. Drugim miejscem jego pobytu był Suchy Kał nad Morzem Czarnym, gdzie w najętym mieszkaniu urządził kaplicę.
Po upływie terminu zesłania pracował w Rewlu, Grosswerder, Kostromie. W ciągu 25 lat swojego kapłaństwa był duszpasterzem w 18 parafiach.
W roku 1909 był proboszczem w Irkucku. W Tunce, wsi należącej do jego parafii przebywała grupa 150 kapłanów polskich, zesłanych po odbyciu przez nich katorgi. Ich dzieje opisał pod pseudonimem Ahasfer.
W roku 1911 był ponownie proboszczem w Dorpacie. Podjął się planu spisania wszystkich kościołów na ziemiach polskich – w starym i nowym świecie. Zdążył wydać 22 zeszyty o 3 arkuszach, w których opisał parafie guberni mińskiej i witebskiej.
Podczas I Wojny Światowej posługiwał jako kapelan wojskowy. W roku 1915 zwrócił uwagę na sprawę około 20 000 dzwonów kościelnych, ewakuowanych z ziem polskich przez władze rosyjskie na początku wojny. Wydział Opieki nad Zabytkami przy Komitecie Polskim w Moskwie nie mógł podołać zadaniu rejestracji tak ogromnej liczby obiektów, znajdujących się w różnych miejscach Rosji. Ksiądz Jozafat za zezwoleniem ks. bpa Cieplaka wygłaszał kazania, w których nawoływał lud do składania ofiar na ratowanie dzwonów. Przemierzył ogromne odległości, aby za uzbierane pieniądze dokończyć dzieła katalogowania tych zasobów.
Wytężona praca nadwątliła jego zdrowie. Jakiś czas dla oszczędności mieszkał pod Moskwą w Pietrowskoje i codziennie piechotą przychodził do miasta, gdzie też ostatecznie zamieszkał u p. Włodzimierza Dypczyńskiego. Zmarł 19 kwietnia 1919 roku na tyfus.

## Dzieła
- Ksiądz Fryderyk Józefat Żyskar. Polacy w rozproszeniu. Tułacz tułaczom poświęca. Wspomnienia z piętnastu lat prac kapłańskich w Cesarstwie. Petersburg. 1909.
- Ks. Józefat Żyskar. Obrazki z Syberyi. // Przegląd Katolicki. Nr Nr 3, 4, 5, 8, 17, 19 zа 1912 r.
- Wspomnienia z pielgrzymki z mohylewskiej archidiecezyi do Częstochowy w 1912 r. Zebrał z osobistych wrażeń i streścił z pism na prośbę pielgrzymów ks. Żyskar. Warszawa. 1912.
- ks. Żyskar J. F. Kilka słów o szukaniu chleba na obczyźnie. 1912.
- Nasze kościoły. Opis wszystkich kościołów i parafij znajdujących się na obszarach dawnej Polski i ziemiach przyległych. Petersburg 1913–1914:
  - Tom 1. Archidiecezja mohylewska. Zeszyty: 1, 2, 3, 6, 7, 22, 23, 24.
  - Tom 2. Diecezja mińska. Zeszyty: 8, 9, 10, 11, 12, 13, 14, 15, 16, 17, 18, 19, 20.
- X. Ahasfer. Tunka. Opowiadanie o wsi Tunka, gdzie było na wygnaniu przeszło 15 księży, oparte na wspomnieniach naocznych świadków i odnośnych dokumentach. Poznań. 1914.
- Ксёндз Язафат Жыскар. Беларусь. // Наша вера. Мінск. № 3. 2006. С. 69-70.

## Literatura
- Gamma. Ks. F. J. Żyskar. Polacy w rozproszeniu. // Tygodnik ilustrowany. Nr 36. Warszawa. 1910. S. 736.
- X. W. Cz. Żyskar Fryderyk ks // Podręczna encyklopedya kościelna. T. 43-44. Warszawa. 1916. S. 327.
- Czeczott W. Ks. Fryderyk Józefat Żyskar. Warszawa. 1926.
- Z dziejów pracy unijnej w Rosii (Urywek ze wspomnień J. E. Ks. Arcybiskupa Karewicza). // Kościół katolicki w Rosji. Materjały do jego historji i organizacji. Zeszyt 1. Warszawa, 1932. S. 50.
- Zieliński S. ks Żyskar Józefat Fryderyk. // Stanisław Zieliński. Mały słownik pionierów polskich kolonjalnych i morskich. Podróżnicy, odkrywcy, zdobywcy, badacze, eksploratorzy, emigranci, pamiętnikarze, działacze i pisarze migracyjni. Warszawa. S. 647.
- Najdus W. Polacy w rewolucji 1917 roku. Warszawa. 1967. S. 41, 66, 69, 70.
- Барковский А. Якутия в составе Могилёвской архидецэзии. Койданава-Амма. 1998.
- Kijas А. Żyskar Fryderyk Józefat. // Kijas А. Polacy w Rosji od XVII wieku do 1917 roku. Słownik biograficzny. Warszawa. 2000. S. 404-405.
- Баркоўскі А. Беларусь ксяндза Жыскара. // Наша вера. Мінск. № 3. 2006. С. 67-68.
- Баркоўскі А. Ксёндз Жыскар – пілігрым і пакутнік. // Краязнаўчая газета. № 32. Жнівень. Мінск. 2007. С. 7.